# ケルミト・エラスマス
ケルミト・ロメオ・エラスマス（アフリカーンス語: Kermit Romeo Erasmus、1990年7月8日 - ）は、南アフリカ共和国・ポート・エリザベス出身のサッカー選手。ケープタウン・シティFC所属。ポジションはFW。南アフリカ代表に選出されている。

## 経歴

### 南アフリカ
ユース時代はオランダ・エールディヴィジのフェイエノールトに所属していた。2007-08シーズンには出身地南アフリカのスーパースポルト・ユナイテッドFCでキャリアを始める。

### エールディビジ
2008年5月29日、ユース時代に所属していたフェイエノールトに3年契約で移籍した。

### フランス
フェイエノールト退団後は南アフリカに戻ってプレーしていた。2016年1月28日、スタッド・レンヌに2年半の契約で移籍した。2017年1月21日にシーズン終了までの期限付きでRCランスに移籍した。

### 代表
2008年3月にジンバブエ代表と戦う南アフリカ代表に初招集された。2010年11月4日のニジェール代表戦で南アフリカ代表デビューした。